# HMS Ajax (22)
HMS «Аякс» (22) (англ. HMS Ajax (22) — військовий корабель, легкий крейсер типу «Ліндер» Королівського військово-морського флоту Великої Британії. Він став відомим через участь у битві в гирлі Ла-Плати, битві за Крит, битві за Мальту та ескортування суден постачання при облозі Тобрука.

## Історія створення
HMS «Аякс» (22) був закладений 7 лютого 1933 року на верфі Vickers-Armstrongs, Барроу-ін-Фернес (Велика Британія) і спущений на воду 1 березня 1934. До складу Королівського ВМС крейсер увійшов 3 червня 1935.

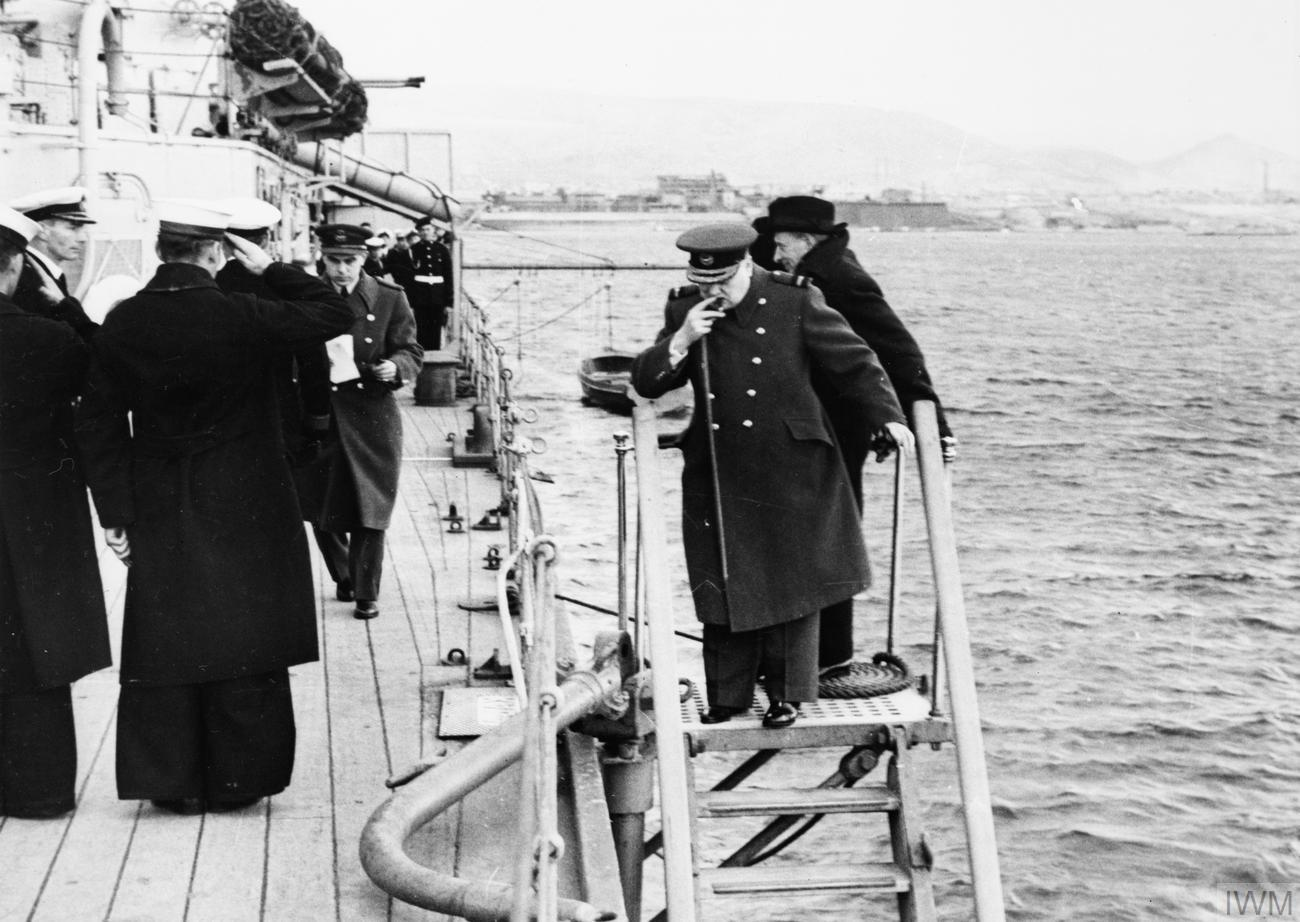
Вінстон Черчилль залишає крейсер «Аякс» для участі в конференції в Афінах. 28 грудня 1944